# Ифрит
Ифри́т, также эфрит или африт (араб. عفريت‎) — мифическое существо, могущественный демон в арабской и мусульманской мифологии, разновидность джинна. 
Их истинная среда обитания — загробный мир; ифрит связан с подземным миром, а также отождествляется с духами мёртвых. В европейской культуре ифритов сравнивают со злыми гениями места. В Коране, хадисах и предании Исра и мирадж за словом «ифрит» всегда следует словосочетание «среди джиннов». В позднем фольклоре ифриты стали скорее независимыми сущностями, населяющими пустынные и заброшенные места, такие как руины и развалины храмов. 
Ифриты часто упоминаются в сборнике арабских сказок «Тысяча и одна ночь».

## Описание
Проклятые Аллахом, ифриты служат Дьяволу-Иблису. Они являются классом джиннов ада и известны своей силой и хитростью. Ифриты представляют собой огромных крылатых существ из огня, живущих под землёй. Бывают мужского и женского рода. Известны также как демоны (духи) огня. В арабском фольклоре иногда считаются душами умерших.
Ифриты упоминаются в Коране, в Суре Намль 27:39-40, а также в хадисах как «ифрит из джиннов» («сильнейшие из джиннов»).

Силач из числа джиннов сказал: «Я принесу его тебе прежде, чем ты встанешь со своего места (до окончания собрания). Я достаточно силён и заслуживаю доверия для этого».
—  27:39

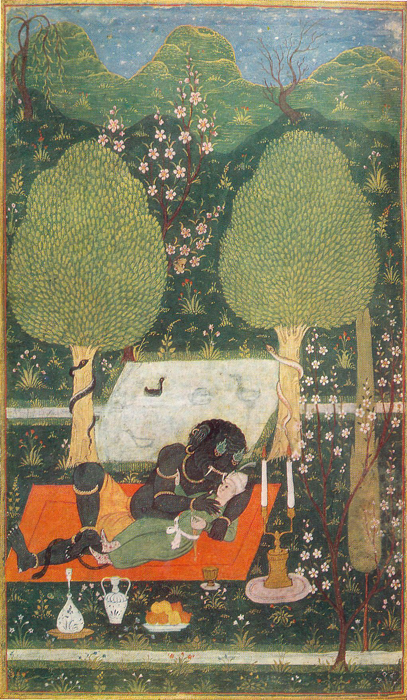
Махан в объятиях ифрита. Иллюстрация к поэме Низами «Хамса». Бухара, 1648 год
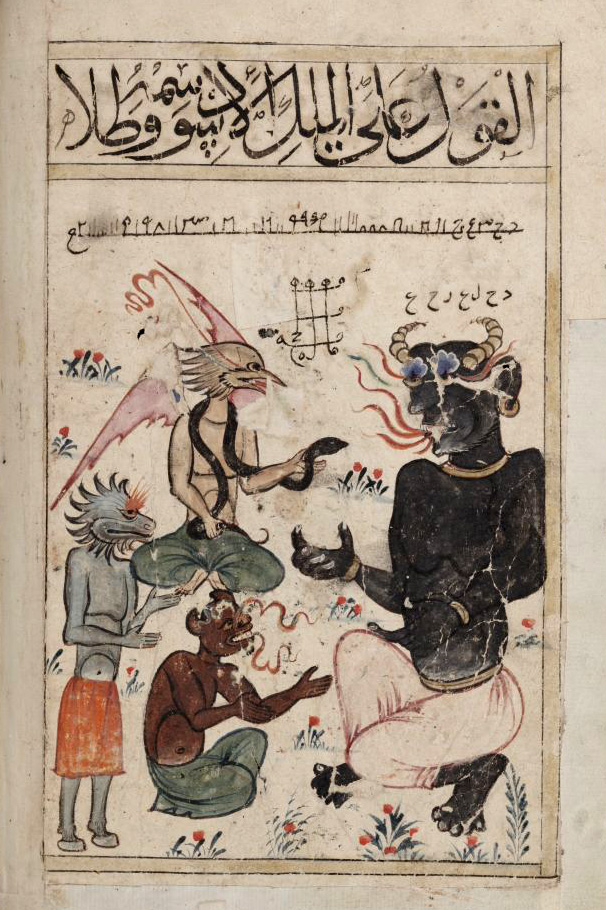
Главный Ифрит (Малик Тареш) — властитель всех ифритов сидит справа, слушая жалобы джиннов[6]. Аль-Малик аль-Асвад, конец XIV века, «Книга чудес»

## В современной культуре

### В кино
- Ифрит упоминается в фильме «Три тысячи лет желаний». Джинн, которого играет Идрис Эльба, говорит: «Ифрит нашептал ему имя её матери». Соломону завоевать сердце Царицы Савской помог Ифрит.
- Ифрит появляется в 3 серии 1 сезона сериала «Американские боги».

### Видеоигры
- Ифрит один из главных боссов ММОРПГ игры R2: Reign of Revolution.
- Ифриты являются высокоуровневыми юнитами «адской» фракции в серии игр Heroes of Might and Magic.
- Ифриты присутствуют в первой части игры Ведьмак в виде огненных монстров из Зеррикании.
- Ифрит по имени Раташ является главным антагонистом игры Prince of Persia: The Forgotten Sands.
- Название моба англ. blaze в игре Minecraft переведено в версии Java Edition как «ифрит».
- Ифриты появляются в виде противников пустынных локаций игры Battle Brothers.